# Baudolino
Baudolino ist der Titel eines historischen Romans von Umberto Eco, der 2000 unter demselben Titel im italienischen Original und 2001 in der Übersetzung von Burkhart Kroeber erschienen ist. Er erzählt im Stil eines Schelmenromans die Lebensgeschichte eines piemontesischen Bauernjungen aus der Gegend von Alessandria, der anno 1154 als etwa Dreizehnjähriger von dem Stauferkaiser Friedrich I. Barbarossa adoptiert und an dessen Hof erzogen wurde, nach einem Studium in Paris zum Berater des Kaisers in italienischen Dingen aufstieg, 1189 mit dessen Heer zum Dritten Kreuzzug aufbrach, nach abenteuerlichen Reisen in den fernen Osten anno 1204 die Plünderung von Konstantinopel durch die Kreuzritter des Vierten Kreuzzugs miterlebte und einige Jahre später irgendwo im Orient verschollen sein soll.

## Inhalt

### Einleitung
Der Roman beginnt mit einem selbstverfassten Bericht des jungen Baudolino über seine erste Begegnung mit Barbarossa: Es muss während dessen erster Romfahrt 1154 gewesen sein, der noch ungekrönte Kaiser hatte sich im Wald und Nebel der westlichen Poebene verirrt, bat den Bauernjungen um Hilfe und wurde, nachdem er die Nacht in der Hütte von Baudolinos Vater verbracht hatte, am nächsten Tag von dem Jungen zu seinem Heer zurückgeführt. Der Text reproduziert den von Baudolino eigenhändig niedergeschriebenen Bericht, den er am kaiserlichen Hofe in Regensburg „Anno Domini MCLV“ (1155) unter der Überschrift „Chronik des Baudolino aus dem Geschlecht der Aulari“ verfasst hat. Da er gerade erst Lesen und Schreiben gelernt hat und in seiner heimatlichen Mundart zu schreiben versucht, ist sein Bericht in einer zunächst gewöhnungsbedürftigen, dann aber sich als sehr plastisch und farbig erweisenden Sprache und Orthographie geschrieben.

### Rahmenhandlung
Nach dieser sehr persönlichen Einleitung wird das Leben Baudolinos zwar in der dritten Person und in heutiger Sprache erzählt, aber so, wie er selbst es im April 1204 als bereits über Sechzigjähriger in Konstantinopel dem byzantinischen Historiker und hohen Beamten Niketas Choniates erzählt, den er aus den Händen marodierender fränkischer Kreuzfahrer gerettet und in Sicherheit gebracht hat. Während er dem Byzantiner sein Leben erzählt und mit ihm darüber und allgemein über den Lauf der Welt spricht, sehen sie von einem sicheren Ort aus zu, wie die prächtige Stadt am Bosporus drei Tage lang brennt und geplündert wird. Am vierten Tag wagen sie es, ihr Versteck zu verlassen, und ziehen verkleidet gemeinsam mit anderen Flüchtlingen in die Stadt Selymbria am Marmarameer. Dort beendet Baudolino die Erzählung seines Lebens. Sie lässt sich inhaltlich und perspektivisch in zwei Teile zerlegen:

### Erster Teil
Schon als zwölf- bis dreizehnjähriger Bauernjunge hat Baudolino den deutschen Kaiser, der sich im Nebel der Poebene verirrt hatte, mit einem Lügenmärchen beeindruckt: San Baudolino, der Ortsheilige jener Gegend, habe ihm die Einnahme der nahe gelegenen Stadt Tortona durch Kaiser Barbarossa prophezeit. Friedrich ist von dem Jungen angetan und nimmt ihn mit zur Kaiserkrönung nach Rom. Danach kümmert sich Bischof Otto von Freising in Regensburg um Baudolinos Erziehung, wobei er den ohnehin mit ausgeprägter Fabulierlust Gesegneten lehrt, es sei ein gutes Werk, um der höheren Wahrheit willen „falsch zu bezeugen, was du für richtig hältst“. Auf dem Sterbebett mahnt er ihn, stets an das Reich des Priesterkönigs Johannes im fernen Osten zu denken und nach ihm zu suchen. Denn: „Nur wenn man danach sucht, wird man das Banner der Christenheit über Byzanz und Jerusalem hinaustragen können.“
Baudolino nimmt sich den Rat zu Herzen, geht jedoch vorerst zum Studium nach Paris und lernt dort erste Freunde kennen: einen Rittersohn aus Köln, von dem alle nur als „der Poet“ sprechen, einen rothaarigen Levantiner namens Abdul, der schöne provençalische Lieder zur Laute singt, einen fahrenden Scholaren namens Boron, einen für die bretonischen Ritter- und Feengeschichten schwärmenden Franzosen namens Kyot und den jüdischen Rabbi Solomon. Mit ihnen trainiert er sein Talent zum Erfinden von Lügengeschichten, wozu sie wiederholt Haschisch konsumieren, sprich: den berauschenden „grünen Honig“, den Abdul bei den Assassinen kennengelernt hat.
Nach dem Studium nimmt Baudolino seine Freunde mit an den Hof des Kaisers, wo er zu einem Ministerialen des Reiches ernannt wird. Als solcher – und als begabter Lügner – nimmt er Einfluss auf den Verlauf der Weltgeschichte: Er begleitet den Kaiser auf dessen Feldzügen nach Italien, dient ihm als gewiefter Unterhändler in den Auseinandersetzungen mit den lombardischen Städten, erlebt die Gründung der Stadt Alessandria mit und später die Schlacht von Legnano, beschafft nützliche Reliquien – so etwa die Gebeine der Heiligen Drei Könige, deren Überführung nach Köln anno 1164 er zusammen mit seinen Freunden organisiert – und tut alles, um die Macht und das Ansehen seines Adoptivvaters zu vergrößern.
So erfinden die Freunde in Anlehnung an die Begegnung des Seefahrers Sindbad mit dem Prinzen von Sarandip einen Brief des angeblich über Indien herrschenden Priesterkönigs Johannes an Kaiser Friedrich, der dessen Autorität in der Auseinandersetzung mit dem Papst stärken soll, womit sie jedoch eine formidable politische Fälschergeschichte auslösen. Denn noch bevor sie den Brief wirklich abschicken, kopiert ihn ein griechischer Spion namens Zosimos, ändert ihn ein wenig um und adressiert ihn an Kaiser Manuel von Byzanz, aber später taucht der Brief, diesmal an Papst Alexander III. gerichtet, offenbar auch in Rom auf. In den nur leicht verschiedenen, dem jeweiligen Adressaten angepassten Versionen wird stets ausführlich von der großen Macht und dem juwelenstrotzenden Reichtum jenes fernen Landes im Osten berichtet. Als Geschenk des morgenländischen Priesterkönigs an den abendländischen Kaiser hatte Baudolino den Heiligen Gral vorgesehen, unter dem man sich damals zumeist einen besonders kostbaren Kelch vorstellte, aus welchem Jesus beim letzten Abendmahl getrunken haben sollte. Doch statt eines goldenen und juwelenbesetzten Kelches präsentiert Baudolino, als er dann etwas vorweisen muss, die hölzerne Trinkschale seines Vaters als „den“ Heiligen Gral (denn das Trinkgefäß des einfachen Zimmermannssohnes Jesus könne ja nicht aus Gold und Juwelen bestanden haben, sondern müsse „schlicht, schmucklos, arm wie Unser Herr Jesus Christus“ gewesen sein). Und die Operation gelingt ihm, denn wie Niketas in einem früheren Gespräch über Reliquien bemerkt hat: „Es ist der Glaube, der sie echt macht, nicht sie den Glauben“.
Weder der Gral noch Baudolino können jedoch verhindern, dass Barbarossa, als er 1189 zum Dritten Kreuzzug aufbricht, unterwegs in Kilikien beim Schwimmen in dem Flüsschen Saleph stirbt. In Baudolinos Erinnerungen liest sich Barbarossas Tod allerdings ganz anders als in den Geschichtsbüchern, und der mysteriöse Badeunfall seines geliebten Adoptivvaters wird ihn noch lange beschäftigen und erst gegen Ende seiner Geschichte eine (mögliche) Erklärung finden.

### Zweiter Teil
Nach Friedrichs Tod beschließt Baudolino, nicht umzukehren, sondern mit seinen Freunden und Getreuen weiter nach Osten zu ziehen, um das Reich des Priesters Johannes zu finden. Diese Expedition führt die Gruppe in ferne Weltgegenden, die von allerlei kuriosen Menschen- und Monsterwesen bewohnt sind – ein phantastischer, teils komischer, teils anrührender, teils dramatischer Streifzug durch die mittelalterliche Mythologie der Fabelwesen. Dabei bedienen sich die Reisenden der Weltkarte des Kosmas Indikopleustes, der eine flache Erde annahm. Nach einer endlosen Reise durch Steppen und Wüsten, die sie unter anderem durch das Land der weisen Gymnosophisten führt, welche in paradiesischer Nacktheit leben, und durch das stets und immer stockdunkle Land Abkasia, wo der fieberkranke Abdul wieder zu singen beginnt, aber danach die Begegnung mit einer Mantikore nicht überlebt, gelangen sie endlich zu dem steinernen Fluss Sambation, hinter dem angeblich die zehn verlorenen Stämme Israels leben und der nur am Sabbat überquert werden kann, weil er dann stillsteht, aber am Sabbat darf ihn auch Rabbi Solomon nicht überqueren, was jedoch für den einfallsreichen Baudolino kein Problem ist.
Schließlich erreichen sie die Stadt Pndapetzim zu Füßen eines Gebirges, hinter dem das Reich des Priesters Johannes liegen soll. In dieser Stadt, die aus zahlreichen spitzen Felsenkegeln mit bienenwabenartigen Höhlenhäusern besteht, ähnlich der Stadt Göreme in Kappadokien, werden die Reisenden lange aufgehalten, sie schließen Freundschaft mit einem hilfsbereiten Skiapoden (Einfüßler) namens Gavagai, der ihnen das multikulturelle Völkergewimmel erklärt, das dort in schönster Eintracht, aber theologischer Zwietracht zusammenlebt, Baudolino führt lange Gespräche mit dem „Diakon Johannes“, der als Stellvertreter des Priesters Johannes über Pndapetzim herrscht (sich jedoch als ein leprakranker Jüngling erweist, der ähnlich phantastische Vorstellungen vom Leben im Abendland hat wie die Abendländer vom Leben im Morgenland), und am Ende verliebt sich Baudolino sogar unsterblich in eine feenhafte Jungfrau mit Einhorn namens Hypatia, die ihn nicht nur in eine für ihn ganz neue Art von Liebe, sondern auch in die Grundzüge der gnostischen Weltsicht und Gottesvorstellung einführt.
Da aber droht der Stadt ein Angriff der berüchtigten Weißen Hunnen, Baudolino und seine Freunde helfen den Einwohnern, sich zu wehren, und organisieren die Verteidigung, angeführt von dem kampferprobten Poeten, doch vergebens, die theologische Zwietracht der Pndapetzimer überwiegt, und die Hunnen überrollen die Stadt. Von Baudolinos Gruppe können nur er selbst, der Poet und vier weitere entkommen. Sie werden von Kynokephalen entführt und jahrelang auf der Burg des Assassinenführers Raschid ad-Din Sinan festgehalten, der hier Aloadin genannt wird. Schließlich können sie, getragen von drei riesigen Vögeln Roch, in einem Zug über Wüsten, Steppen, Wälder und Berge zurück nach Konstantinopel fliegen.
Dort sind inzwischen die Kreuzfahrer eingetroffen und belagern die Stadt, Baudolino und seine restlichen Freunde erleben die wirren Monate vor der Eroberung Konstantinopels im April 1204, nutzen die anarchische Lage, um Geschäfte mit falschen Reliquien zu machen: So bringen sie etwa das Leichentuch des leprakranken Diakons Johannes als Grabtuch Jesu Christi unter die Leute. Dabei geraten sie in Streit und Konflikt miteinander, und so kommt es am Ende zu einem regelrechten Showdown in den Katakomben von Konstantinopel. Unmittelbar danach trifft der geschockte Baudolino in der von plündernder Soldateska wimmelnden Hagia Sophia auf Niketas, befreit ihn aus den Händen der Kreuzritter und flieht schließlich mit ihm nach Selymbria.
Nachdem Baudolino seine Lebensgeschichte zu Ende erzählt hat, wird ihm endlich klar, wie sein Adoptivvater Friedrich Barbarossa wirklich gestorben ist: Entsetzt über seine eigene Rolle bei diesem Tod, zieht er sich in ein Leben als Säulenheiliger zurück, verbringt ein gutes Jahr als büßender Einsiedler und weiser Ratgeber auf einer Eremitensäule am Stadtrand von Selymbria, steigt dann herab und macht sich, aus Sehnsucht nach seiner geliebten Hypatia, erneut auf den Weg in den fernen Osten. „Niketas sah ihn in der Ferne entschwinden, die Hand noch winkend erhoben, doch ohne sich noch einmal umzudrehen, unbeirrt unterwegs zum Reich des Priesters Johannes.“

## Stil und Aufbau
Stilistisch ist Baudolino – Ecos vierter Roman und der erste, mit dem er nach Der Name der Rose ins Mittelalter zurückkehrt – das Gegenteil seines fünf Jahre zuvor erschienenen Barockromans Die Insel des vorigen Tages: Im lockeren Plauderton erzählt er die Lebensgeschichte eines charmant schlitzohrigen Lügners, dem es allein durch seine blühende Phantasie und seine nie erlahmende Überredungsgabe gelingt, die Großen der Welt zu beeinflussen – und das hieß zu seiner Zeit immerhin den Kaiser des Heiligen Römischen Reiches! Dabei werden mit leichter Hand und ganz nebenbei eine Reihe von Fragen beantwortet, die in der „offiziellen“ Geschichtsschreibung des Mittelalters bisher als ungeklärt gelten und wohl auch nie endgültig geklärt werden können, zum Beispiel die Hintergründe der Heiligsprechung Karls des Großen oder die Frage, wie eigentlich die Gebeine der Heiligen Drei Könige, 1162 in Mailand gefunden, als solche identifiziert werden konnten und so, wie sie heute im Kölner Dom liegen, dorthin gekommen sind, oder die Frage, wer den angeblichen Brief des Priesterkönigs Johannes an Manuel I. Komnenos verfasst hat, der seinerzeit in Europa großes Aufsehen erregte und allerlei wilde Spekulationen auslöste. In Ecos Roman erfährt man nun, dass und wie es der begabte Lügner Baudolino war, der all dies und noch vieles andere in die Wege geleitet hatte. So kann man in einem gewissen Sinn sagen, dass hier endlich alle offenen Fragen der Geschichtsschreibung des 12. Jahrhunderts beantwortet werden, sogar die des Todes von Barbarossa.

## Besondere Elemente
Brechung traditioneller Motive aus dem Historien- und Abenteuerroman
Eco durchsetzt den Roman mit postmoderner Ironie in verschiedenen Formen:
- In der Tradition des Schelmenromans ist Baudolino eine aufgeklärte Picaro-Figur, die Eco die Ereignisse der offiziellen Geschichtsschreibung des Mittelalters miterfinden und neu verknüpfen lässt. Baudolino „erschafft“ den Gral und historisch dokumentierte Schriften wie den Brief des Priesters Johannes, er ist treibende Kraft hinter Barbarossa und veranlasst dessen kluge politische Schachzüge, wie die Heiligsprechung Karls des Großen. Dabei entwickelt er sich zu einem immer besseren Lügner. Eco lässt den Roman mit einem metafiktionalen Kommentar enden, wenn er dem (historisch verbürgten) Geschichtsschreiber Niketas Choniates folgenden Schlussdialog mit einem erfundenen Freund in den Mund legt:

„Es war eine schöne Geschichte. Schade, dass sie nun niemand erfährt.“
„Glaub nicht, du wärst der einzige Geschichtenverfasser in dieser Welt. Früher oder später wird sie jemand erzählen, der noch verlogener ist als Baudolino.“
- Elemente aus dem Abenteuerroman wie Schatzsuche, Reisen, Kriege und Kämpfe gegen Fabelwesen behandelt Eco sehr ironisch: Der Heilige Gral ist ein von vornherein erfundenes Objekt, Kriege enden als Posse (Rettung der Stadt Alessandria durch eine Kuh; die Bewohner von Pndapetzim gehen weniger an der Aggression von außen als an ihrer eigenen Zerstrittenheit zugrunde).
- Fantastische Elemente stehen besonders im zweiten Teil des Romans gleichberechtigt neben historischen „Tatsachen“: Es tauchen vermehrt Fabelwesen (Basilisken, Mantikoren, Einhörner) auf, Baudolino verliebt sich in die Satyrin Hypatia, die den Namen der berühmten Philosophin Hypatia trägt. Ironischerweise werden manche Monster nach ihrem Ableben verspeist und Baudolino wird von der Frage getrieben, wo das Geschlechtsteil bei den Skiapoden sitzt.
- Der in der ersten Hälfte des Romans beschworene Orientalismus, der die Exotik ferner Länder, Kulturen (Stichwort: Essen) und Weltanschauungen zum Thema hat, erlebt am Ende eine starke Brechung: in Pndapetzim will der Orient vom Okzident gerettet werden.
- Selbst die Befassung mit semiotischen Elementen, der Eco mit Der Name der Rose ein Denkmal gesetzt hat, wird lange nicht mit der gewohnten Ernsthaftigkeit dargestellt: der scheinbare Mord an Friedrich in einem geschlossenen Raum, ein vertrauter Topos aus Kriminalromanen, wird letztendlich gerade von dem Menschen begangen, der ihn verhindern wollte.
- Eco nimmt in diesem Roman wie auch in Die geheimnisvolle Flamme der Königin Loana Bezug auf seinen ersten Roman Der Name der Rose, wenn er Baudolinos Manuskript mit den Worten enden lässt: „... und wie jener andre sagte der daumen schmerzt mich“ (Ausgabe Hanser, S. 19; dtv, S. 22). Vgl. den letzten Satz von Der Name der Rose: „Kalt ist’s im Skriptorium, der Daumen schmerzt mich.“

- Pndapetzim: Als von dem Diakon Johannes (der durch seine Krankheit Ähnlichkeit mit Balduin IV. von Jerusalem aufweist) regierter Stadtstaat ist Pndapetzim dem letztendlich unzugänglichen utopischen Reich des Priesters Johannes vorgeschaltet. Die Stadt ist bevölkert von einer unüberschaubaren Anzahl mittelalterlicher Fabelwesen (wie Skiapoden, Panothier und Blemmyer), die die ganze Fülle historischen christlichen Dogmatismus repräsentieren. Durch die innere Zerstrittenheit ist Pndapetzim Angriffen von außen schutzlos ausgeliefert und wird von den Weißen Hunnen problemlos erobert.

## Aufnahme in der Kritik
Auch bei diesem vierten Roman von Eco, wie bereits bei seinem fünf Jahre zuvor erschienenen dritten, Die Insel des vorigen Tages, war die Kritik im deutschsprachigen Raum gespalten: Von harschen Verrissen, die den Roman als stofflich total überladen und literarisch mangelhaft verarbeitet kritisieren („diesem Spiel ist seine Prosa nicht gewachsen“) oder gar als „ein Werk des Kalküls und der kalten Berechnung“, denn hier „schimmert unter dem mittelalterlichen Kostüm der Armani-Anzug des ausgefuchsten Medien- und Presseagenten aus der Welt Berlusconis hervor“, über schwankende Urteile („Leseerlebnis“, „herrliche Kapitel“, aber insgesamt „zu dick“) bis zu positiven Bewertungen als „sinnenpralles Panorama des Mittelalters“ „mit farbenprächtigen Mittelalterszenarien“, einer „atmosphärisch bezwingende[n] Gründungsgeschichte Alessandrias“ und einem „vergnüglichen Reisebericht“ oder schließlich als „auch eine philosophische Elegie“. Verlegerisch war der Roman fast so erfolgreich wie Ecos erster Roman Der Name der Rose.

## Präzisierungen und Einzelnachweise
1. ↑  Niketas ist im Gegensatz zu Baudolino eine reale Person der Geschichte: Er lebte von etwa 1150 bis etwa 1215 und hat das grundlegende zeitgenössische Werk über die Eroberung Konstantinopels geschrieben, aus dem ihn Eco immer wieder zitieren lässt, vgl. Niketas Choniates, Die Kreuzfahrer erobern Konstantinopel, übersetzt, eingeleitet und erklärt von Franz Gabler. Byzantinische Geschichtsschreiber, Bd. 3, Styria, Graz 1958.
2. ↑  Dies hat schon der Autor selbst verschiedentlich betont. In einem längeren "Gespräch über 'Baudolino'", das der Romanist Thomas Stauder im Mai 2001 mit ihm geführt hat, sagt Eco dazu: "Das Mittelalter glaubte an die Geheimnisse des Orients, auf deren Suche sich Baudolino begibt und worüber auch der Historiker Jacques Le Goff einiges sehr Lesenswerte geschrieben hat. Im Roman habe ich daraus eine Art von Chiasmus gemacht: Im ersten Teil beschreibe ich ein Abendland voller Probleme, das die Lösung derselben in einem märchenhaften Morgenland zu finden hofft; im zweiten Teil ist dann die Rede von einem in einem katastrophalen Zustand befindlichen Orient, der sich die Rettung vom Okzident erwartet." Zibaldone. Zeitschrift für italienische Kultur und Gegenwart, No. 33, Frühjahr 2002, Tübingen, Stauffenberg Verlag, 2002, S. 101.
3. ↑  Otto von Freising ist ebenfalls eine reale Person der Geschichte. In seiner umfassenden Weltchronik Chronica sive Historia de duabus civitatibus („Geschichte der beiden Reiche“ – gemeint sind das weltliche und das himmlische) hat er die Hoffnung auf ein Bündnis zwischen dem Priesterkönig Johannes und dem deutschen Kaiser ausgedrückt.
4. 1 2  Baudolino, Hanser, S. 71, dtv S. 77.
5. ↑  Hinter Baudolinos Freunden verbergen sich lauter historisch belegte Personen der mittelalterlichen Literaturgeschichte: der sogenannte Archipoet aus Köln, der provençalische Troubadour Jaufré Rudel, der fahrende Scholar Robert de Boron sowie der Provençale Kyot, der laut Wolfram von Eschenbach die Vorlage für dessen Parzival verfasst haben soll.
6. ↑  Alessandria ist die Geburtsstadt von Umberto Eco
7. ↑  Beide werden ausführlich und sehr lebendig geschildert, erstere aus der Sicht des Heimkehrers Baudolino, der am Weihnachtsabend zum ersten Mal seit seiner Kindheit wieder in die alte Heimat kommt, letztere aus der Perspektive des verirrten Soldaten – wie die Schlacht bei Waterloo in Stendhals Kartause von Parma.
8. ↑  Der Brief hat wirklich existiert, er wurde um 1165 angeblich von dem Presbyter Johannes, König von Indien, an den byzantinischen Kaiser Manuel I. Komnenos geschickt und hat so großes Aufsehen erregt, dass Papst Alexander III. sich 1177 zu einem Antwortschreiben veranlasst sah; Genaueres sowie den Text des Briefes in deutscher Übersetzung bietet Ulrich Knefelbach, Die Suche nach dem Reich des Priesterkönigs Johannes. Dargestellt anhand von Reiseberichten und anderen ethnologischen Quellen des 12.-17. Jahrhunderts. Verlag Andreas Müller, Gelsenkirchen 1986; weitere Literaturangaben hier.
9. ↑  Im Roman heißt er immer nur „Gradal“ von lat. gradalis.
10. ↑  Baudolino, Hanser S. 315, dtv S. 336.
11. ↑  Baudolino, Hanser S. 133, dtv S. 142.
12. ↑  Ein Insiderwitz für Kenner des Sprachphilosophen Willard Van Orman Quine, der in seinem berühmten Aufsatz „Meaning and Translation“ das Kunstwort „Gavagai“ benutzt, um zu demonstrieren, wie schwierig es ist, in einer völlig unbekannten Sprache die Bedeutung eines Wortes zu erschließen, selbst wenn dem Sprachforscher ein Eingeborener dabei hilft: „Ein Kaninchen huscht vorbei, der Eingeborene sagt: „Gavagai“, und der Sprachforscher notiert „Kaninchen“ (oder: „Sieh da, ein Kaninchen“) als vorläufige, in weiterem Sinn zu erprobende Übersetzung“, siehe W. V. Quine, Wort und Gegenstand (Word and Object), aus dem Engl. v. Joachim Schulte und Dieter Birnbacher, Reclam, Stuttgart 1980, S. 63; vgl. auch Umberto Eco, Quasi dasselbe mit anderen Worten. Über das Übersetzen, aus dem Ital. v. Burkhart Kroeber, Hanser, München 2006, S. 43.
13. ↑  Ausgabe Hanser S. 596, dtv S. 631.
14. ↑  Andreas Kilb in der F.A.Z. vom 9. Okt. 2001
15. ↑  Lothar Müller in der Süddeutschen Zeitung vom 1. Sept. 2001
16. ↑   Fritz J. Raddatz in der Zeit vom 4. Okt. 2001
17. ↑  Martin Halter im Zürcher Tages-Anzeiger vom 5. Sept. 2001
18. ↑  Maike Albath in der NZZ vom 3. Sept. 2001, die allerdings „die symmetrische Struktur des Romans und die historischen Zufälle [...] konstruiert“ findet
19. ↑  Roland H. Wiegenstein in der Frankfurter Rundschau vom 13. September 2001, der besonders die „bezaubernde, anrührende Liebesgeschichte zwischen Baudolino und Hypatia hervorhebt“.

## Figuren im Roman
(Genaueres zu den Figuren – Bilder, Beschreibungen, Textauszüge – bietet die Spezialseite des Hanser Verlags, s. u. unter Weblinks.)
- Baudolino
- sein Vater Gagliaudo
- Der Byzantiner Niketas Choniates
- Kaiser Friedrich Barbarossa
- seine Frau Beatrix von Burgund
- Bischof Otto von Freising
- Reichskanzler Rainald von Dassel
- Baudolinos Freunde Abdul, Kyot, Boron, Rabbi Solomon und der Poet
- Die Alexandriner Boidi, Porcelli, Cuttica, Boiamondo, Colandrino und Aleramo Scaccabarozzi genannt il Ciula
- Colandrina
- Zosimos aus Chalkedon
- Der Armenier Ardzrouni
- Der Skiapode Gavagai
- Der Eunuch Praxeas
- Der Diakon Johannes
- Hypatia

## Ausgaben
- Umberto Eco, Baudolino, Bompiani, Mailand 2000, ISBN 8845247368
- Umberto Eco, Baudolino, übers. v. Burkhart Kroeber, Hanser, München 2001, ISBN 3446200487 (8 Wochen lang im Jahr 2001 auf dem Platz 1 der Spiegel-Bestsellerliste); dtv, München 2003, ISBN 3423131381, Neuausgabe 2006, ISBN 9783423209540.

## Sekundärliteratur
- Thomas Bremer u. Titus Heydenreich (Hrsg.), Siebzig Jahre Umberto Eco, Zibaldone: Zeitschrift für italienische Kultur der Gegenwart, No. 33, Stauffenburg Verlag, Tübingen 2002, ISBN 3860579851.

## Hörspiel
- Baudolino, Hörspielbearbeitung und Regie Leonhard Koppelmann, mit Jens Wawrczeck als Baudolino, SWR, NDR, 2002, Der Hörverlag, München, 5 CDs